# Symbolon
A Symbolon a marosvásárhelyi Színművészeti Egyetem színháztudományi szemléje. 2000-ben indult, előbb évente, majd félévenként megjelenő (2007-től DVD-n is forgalmazott) folyóirat.

## Szerkesztői, működése
Főszerkesztője az induláskor Béres András, főszerkesztő-helyettese Oana Leahu, szerkesztőségi titkára Lázok János, a szerkesztőbizottság tagjai: Albert Mária, Magdalena Florea, Mihai Sin és Ungvári-Zrínyi Ildikó; 2008-tól főszerkesztő Sorin Crişan, főszerkesztő-helyettes Lázok János, szerkesztőségi titkár Magdalena Florea, a kilenctagú szerkesztőbizottságban az egyetemet képviselő Albert Mária, Adriana Bonţa, Csép Zoltán, Cristian Stamatoiu, Ungvári Zrínyi Ildikó mellett szerepel a budapesti Országos Színháztörténeti Múzeum és Intézet részéről Gajdó Tamás, a Színház- és Filmművészeti Egyetem részéről Jákfalvi Magdolna, az Eötvös Loránd Tudományegyetem részéről Imre Zoltán (1943-1997), a Román Akadémia bukaresti Régészeti és Művészettörténeti Intézete részéről Marius Porumb, a Román Akadémia levelező tagja is.
A szerkesztőbizottságnak ez a kibővítése kifejezte azt a már kezdettől megmutatkozó szerkesztői törekvést, hogy a folyóirat a színháztudomány szakíróit minél szélesebb körben vonja be szerzői körébe, s ezzel a tudományág nemzetközi érdeklődésre számot tartó fórumává váljon.
A magyar, román, német, angol és francia nyelvű tanulmányok szerzői között az Egyetem előadói, doktoranduszai és hallgatói mellett az évek során jelentkeztek szerzők a bukaresti Színház- és Filmművészeti Egyetemről, a kolozsvári Babeș–Bolyai Tudományegyetemről, a Sapientia Erdélyi Magyar Tudományegyetem, a nagyváradi Partiumi Keresztény Egyetemről, a kaposvári, a pécsi, a szegedi, a debreceni, a veszprémi egyetemekről, a szegedi Angol–Amerikai Intézetből, a Strasbourgi Egyetemről, a canterburyi Kenti Egyetemről, a bécsi egyetem Finnugrisztikai Intézetéből, a montréali Autopoiesis Intézetből, a nagyszebeni Gheorghe Lazăr Kollégiumból, a sepsiszentgyörgyi Mikes Kelemen Líceumból.
A tanulmányok között van magyar, román és egyetemes színháztörténeti, színház- és drámaelméleti, a színművész- és rendezőképzés problémáival foglalkozó, színház és közönség viszonyát boncolgató írás.